# Le Corps lesbien
 (novembre 2018).
- Si vous ne connaissez pas le sujet, laissez ce bandeau (vous pouvez alors contacter les auteurs).
- Si vous supprimez le contenu mis en cause (vous pouvez préalablement contacter les auteurs),

argumentez précisément cette suppression dans la page de discussion
(un manque de référence n'est pas un argument ; une recherche réelle de référence doit avoir été effectuée, être formellement documentée).
 (novembre 2018).
Le Corps lesbien, publié en 1973 aux éditions de Minuit, est une œuvre littéraire de Monique Wittig, écrivaine et théoricienne féministe.

## Place dans l’œuvre de Monique Wittig
Connue pour sa pensée de l'hétérosexualité en tant que système politique, c'est à partir de la théorie marxiste et en détournant l'idée centrale de la lutte entre deux classes aux intérêts antagoniques (la bourgeoisie et le prolétariat, chez Marx et Engels), que Wittig explique la lutte entre les hommes et les femmes en tant que classe dominante et classe exploitée, transposant ainsi les classes sociales aux « catégories de sexes ».
Face à cette situation politique, qui a fondé un système d'oppression sur une différence prétendue biologique, Wittig appelle à un combat contre le système de « l'hétérosexualité obligatoire », qui amènerait à détruire ces catégories de sexes, pour s'inscrire au-delà de cette opposition entre les hommes et les femmes.
Ainsi, c'est dans ce projet politique que s'inscrit l'ensemble des œuvres de Wittig. Dans cette perspective, Le Corps lesbien arrive en troisième position, après L'Opoponax (1964) d'abord, un premier roman traitant de l'enfance, période de la vie qui « se prête bien (…) à l’apprentissage d'une forme qui soit au-delà des genres. » et dans lequel la récurrence du pronom « on » attire l'attention sur cette sortie de la caractérisation première des personnages par leur sexe comme c'est le cas avec les pronoms il ou elle par exemple : « Avec ce pronom qui n'a ni genre ni nombre je pouvais situer les caractères du roman en dehors de la division sociale des sexes et l'annuler pendant la durée du livre. ». Avec le deuxième roman de l'auteur, Les Guérillères (1969), c'est le pronom elles, omniprésent, qui incarne ce dépassement de la catégorisation par genre, une nouvelle forme pour la « tentative d'universalisation » de Wittig.
Après ces deux œuvres vient donc Le Corps Lesbien qui développe une nouvelle voie dans cette recherche, en affirmant cette fois le point de vue lesbien (fondamental chez Wittig pour la remise en cause du système hétérosexuel) et en faisant une large place à la thématique et à l'écriture de la sexualité.
Inscrites dans la pensée et le projet global politique de Monique Wittig, ces trois œuvres, ainsi que son quatrième roman, Virgile, non (1985), doivent être lues comme illustration ou réalisation sur le terrain littéraire de la pensée politique et théorique de l'auteur, développées respectivement dans les articles regroupés dans La Pensée straight et Le Chantier littéraire.

## Présentation de l'oeuvre

### Une oeuvre sans appartenance générique
Le Corps lesbien est une œuvre qui apparaît inclassable, comme en témoigne le manque de catégorisation de la part de l'éditeur : alors que  L'Opoponax et Virgile, non sont classés en tant que romans par Les Éditions de minuit, Le Corps lesbien reste en dehors de tout genre. En effet, sans intrigue ni personnage, on ne peut pas véritablement parler de roman, bien qu'on puisse y lire une forme de narration. De plus, ce sont en quelque sorte deux textes qui prennent place dans l’œuvre, se répondent et s’interrompent : l'un est une énumération de termes du champ lexical de l'anatomie (parties du corps, sécrétions...) en lettres capitales, l'autre est une succession de scènes amoureuses ou sexuelles entre « j/e » et « tu », les deux figures de l’œuvre.
La transgression des catégories génériques classiques en littérature arrive dans la lignée des auteurs du XXe siècle, notamment du Nouveau Roman, mouvement littéraire auquel Wittig se réfère beaucoup, particulièrement à travers un hommage important à Nathalie Sarraute. Ainsi, Pour un nouveau roman d'Alain Robbe-Grillet et L’Ère du soupçon de Nathalie Sarraute sont des références importantes de Wittig. La déconstruction du personnage, et la disparition de l'intrigue font donc partie des apports du Nouveau roman dans l’œuvre wittigienne et influencent sa pensée d'un renouveau littéraire, au-delà des catégories classiques, comme elle le déclare elle-même dans ses écrits théoriques : « le Nouveau roman a permis de s'affranchir d'une vision étroite des genres littéraires ».
Le flou autour du genre de l'oeuvre est d'ailleurs au cœur de la conception du travail de l'écrivain chez Wittig. En effet, elle replace les mots au centre de la pratique de l'écriture, dans une recherche de « pureté » habituellement plutôt caractéristique de la poésie : « La relation de l'écrivain au langage sous sa forme matérielle est une relation de poète. » La frontière entre les genres des productions littéraires, toutes rapprochées par la démarche poétique de l'écrivain vis-à-vis du langage, et donc consciemment et théoriquement brouillée par Wittig, et réalisée dans Le Corps lesbien.
Cette inscription de l’œuvre en dehors des genres réalise dans le domaine littéraire le dépassement des genres en tant que catégories sexuelles souhaité par l'auteur dans la vie politique et sociale.

## Thèmes principaux

### L'amour et la sexualité
La sexualité est l'un des thèmes principaux de l’œuvre, et se manifeste de manière évidente dès le titre qui est constitué du corps, qualifié par une orientation sexuelle. Sans véritable trame, ne serait-ce que chronologique, l’œuvre déroule une succession de scènes amoureuses et/ou sexuelles entre deux personnes incarnées par des pronoms personnels, j/e et tu.
Monique Wittig dénonce dans ses ouvrages théoriques et ses articles le discours dominant sur le désir, qui participe de cette idéologie de « l’hétérosexualité obligatoire » qu'elle n'a de cesse de dénoncer. C'est donc dans une démarche encore une fois politique que la sexualité est exploitée dans l’œuvre, en donnant à lire une littérature amoureuse et érotique qui déconstruit les clichés et attendus suggérés dans ce domaine par la tradition littéraire : « L’homosexualité est le désir pour une personne de son propre sexe. Mais c'est aussi le désir pour quelque chose d'autre qui n'est pas connoté. ». C'est donc en cherchant à se démarquer des connotations littéraires habituelles autour de l’écriture du désir que s'élabore le projet du Corps lesbien.
La sexualité lesbienne est donc au centre de l'ouvrage, mais dans une perspective nouvelle, qui se déclare dès la deuxième phrase du livre : « Ce qui a cours ici, pas une ne l'ignore, n'a pas de nom pour l'heure ». Que ce soit dans les énumérations des termes du lexique de l'anatomie, en lettres capitales, parfois sur des doubles pages entières, ou à travers la description de scènes érotiques, à chaque page le corps aimé est célébré sous toutes ses formes : entier ou découpé, puissant ou en putréfaction... Pour Wittig « Le pari était de triompher des mots très prenants de la pornographie. », et ainsi re-poétiser, « partir à neuf » dans l'écriture de la sexualité.

### La violence et la mort
Dans la perspective de Wittig, qui considère la sexualité comme « un champ de bataille », ce thème central doit absolument être lié aux autres motifs récurrents de l’œuvre, ceux de la violence et de la mort.
Là aussi, c'est dès la première page que le ton est donné : dans l'amour qui unit les deux amantes, entre d'emblée la dimension du corps avec une certaine violence, puisqu'il s'agit d'un corps en putréfaction. Les émotions les plus vives prennent place dans ce corps meurtri, malsain, pourri : « L'éclat de tes dents ta joie ta douleur la vie secrète de tes viscères ton sang tes artères tes veines tes habitacles caves tes organes tes nerfs leur éclatement leur jaillissement la mort la lente décomposition la puanteur la dévoration par les vers ton crâne ouvert, tout lui sera également insupportable. » Reprenant ainsi à son compte la fameuse dualité entre Éros et Thanatos, l'auteur dépasse, dans une démarche qui lui est caractéristique, les oppositions conventionnelles entre la vie et la mort, ou encore l'amour et la violence, dans un univers littéraire où la putréfaction ne fait nullement barrage au désir, où l'amour, loin de toute mièvrerie, s'exprime par un désir de connaissance et de contact du corps de l'être aimée littéralement en profondeur : sous chaque couche de la peau, sous chaque muscle, organe après organe...

## Le Corps lesbien, incarnation littéraire du projet politique wittigien

### Le point de vue lesbien érigé en point de vue universel

#### Le lesbianisme comme remise en cause et dépassement du régime politique hétérosexuel
Le choix du terme de lesbien, dès le titre, et le thème du lesbianisme sont loin d'être un hasard et une exception chez Wittig. En effet, les lesbiennes sont pour elle les incarnations de la remise en cause du système politique hétérosexuel, qui régit les rapports entre les hommes et les femmes, comme elle l'explique dans son article Homo sum : « Que les lesbiennes le sachent ou non, leur situation, ici et maintenant, dans notre société, est philosophiquement (politiquement) au-delà des catégories de sexes. ». Les lesbiennes, en n'entrant pas dans ce schéma, « ne sont pas des femmes », car « la-femme n'a de sens que dans les systèmes de pensée et les systèmes économiques hétérosexuels. »
Le lesbianisme comme unique rapport entre les êtres, qui ne sont donc que des femmes, dans Le Corps lesbien est donc éminemment politique : il situe l’œuvre en dehors du contexte social communément pensé évident et naturel des rapports entre les hommes et les femmes, et remet ainsi celui-ci en question. Le statut de fugitives, d'exclues, qui est généralement celui des lesbiennes est totalement inversé puisque tels sont, lesbiens, tous les rapports développés dans l’œuvre.
Dans l’œuvre, le point de vue minoritaire des lesbiennes, en étant le seul de l’œuvre, devient universel. De même, et par ce procédé, le féminin n'existe plus en tant que tel, puisqu'il n'y a pas son pendant, le masculin, pour le faire exister. Il ne s'agit donc pas d'une volonté de féminiser le monde, de consacrer le féminin (Monique Wittig s'en défend dans ses écrits théoriques), mais au contraire de dépasser les genres, comme elle l'explique au sujet des Guérillères : « j'ai essayé de rendre les catégories de sexe obsolètes par le langage », ce qui peut être appliqué à l'ensemble de son œuvre. Ainsi, on voit s'incarner dans Le Corps lesbien le projet littéraire wittigien : « Un texte écrit par un écrivain minoritaire n'est efficace que s'il réussit à rendre universel le point de vue minoritaire ».

#### Dejeàj/e: du particulier à l'universel.
Wittig le déclare elle-même, les pronoms personnels ont une place très importante dans la langue, et surtout dans son œuvre, ce qu'elle montre en allant jusqu'à en faire « le sujet de tous [ses] livres » Cette centralité des pronoms personnels dans son travail littéraire est un choix fait en conséquence du rôle de ceux-ci dans la langue, en tant qu'ils sont les porteurs, les indicateurs du genre dans le discours.
Dans chacune des œuvres de Monique Wittig, un pronom personnel est donc particulièrement mis en lumière et questionné. C'est le cas de celui de la première personne du singulier dans Le Corps lesbien, ce qui est tout à fait nouveau après L'Opoponax et Les Guérillères qui mettaient en scènes des pronoms respectivement indéfini et pluriel, tous deux à la troisième personne. Or, l'utilisation de la première personne dans l'acte de parole est fondamentale pour Wittig : « Parler, dire je, se réapproprier tout le langage, ne peut se faire que par un je entier, total, universel, sans genre. » De plus, dans cette œuvre, le pronom n'est pas seulement central et répété, mais aussi transformé jusque dans sa typographie, puisque c'est un J/e qui se fait le sujet de l'ouvrage Par ce choc visuel produit sur le lecteur à travers la fracture du je, l'auteur met en évidence son travail sur le pronom personnel et en quelque sorte la rupture qu'elle établit avec son utilisation habituelle, porteuse du genre du locuteur : « Par ces mêmes mots qui établissent et contrôlent le genre dans le langage, il me semble qu'il est possible de le remettre en question dans son emploi, voire de le rendre caduc. ».
Se révèle à travers la centralité du sujet j/e dans Le Corps lesbien, le combat pour le dépassement et la destruction des genres, qui s’inscrit dans la pratique politique du langage de Wittig, à laquelle elle exhorte dans Le Chantier littéraire : « Il faut donc détruire le genre totalement. Cette entreprise a tous les moyens de s'accomplir à travers l'exercice même du langage. »

### Le "langage brut" dansLe Corps lesbien
Comme pour de nombreux philosophes, la parole est le premier acte historique proprement humain pour Wittig, en tant qu'il fonde la société, et acquiert par là son statut profondément politique : « dans sa forme sociale, achevée, le langage est aussi le premier contrat social, permanent, définitif. » En plus de cet acte social fondateur par le langage, la langue est aussi et surtout un vecteur de l'idéologie : l'usage habituel, social du langage est porteur et empreint de la pensée dominante ; ce qui fait là aussi référence à tout une tradition philosophique, notamment marxiste. En cela, le langage, bien plus que le décrire, participe pleinement du réel Ainsi, Wittig mène ses combats sur le terrain de la littérature, puisque la pratique du langage en fait « un champ politique où ce qui se joue c'est le pouvoir. ».

#### Un lexique anatomique "brut" et poétique
Pour sortir le langage de son usage habituel, de son contexte social, Wittig entreprend un travail : celui de « mettre à nu » les mots, de revenir à un langage brut Dans Le Corps lesbien, elle s’attelle à cette tâche et tente de faire jaillir les mots hors de leur carcan social habituel. Ce procédé est particulièrement visible à travers les pages couvertes de termes du lexique de l'anatomie, que l'on s'attendrait plutôt à trouver dans des textes relevant de la médecine. Dans l’œuvre, ces mots paraissent débarrassés de cette connotation médicale, et devenir des objets poétiques à part entière, sans avoir besoin d'être mis en valeur par des phrases ou ne serait-ce qu'une quelconque ponctuation. Il s'agit là de « partir à neuf comme si de rien n'avait été, dans la jubilation de leurs lettres et de leurs formes, appelés là uniquement pour le plaisir. » Les mots, bruts, « mis à nu »., renaissent sous la plume de l'auteur, loin de ce qu'ils suggèrent habituellement de médical ou de pornographique et font au contraire entrer la poésie dans le texte, sous une forme nouvelle.

#### Le Corps lesbiencommeCheval de Troie
Le Corps lesbien est donc une réalisation dans le cadre de la littérature et du langage, des combats politiques de Monique Wittig. Plus que de proposer une vision différente de la société dans le cadre de l’œuvre, à la manière d'une utopie, c'est la société réelle elle-même qui est visée et questionnée, avec la recherche d'un impact réel sur les structures idéologiques, et les rapports sociaux : transformer le langage, c’est pour elle agir et transformer les rapports humains. C’est là toute la conception du rôle de la littérature et des véritables œuvres littéraires pour Wittig, comme elle le théorise dans son article « Le Cheval de Troie », central pour la compréhension de sa conception littéraire et du rôle qu'elle essaie de jouer en tant qu'écrivain. « Toute œuvre littéraire importante est, au moment de sa production comme le cheval de Troie. Toute œuvre ayant une nouvelle forme fonctionne comme une machine de guerre, car son intention et son but sont de démolir les vieilles formes et règles conventionnelles. » Aucun doute n'est donc laissé quant à l’inscription du Corps lesbien comme partie intégrante de ce projet politique langagier.